# Gustav Mahncke
Gustav Theodor Mahncke, auch Gustav Mahnke (* 7. August 1886 in Rostock; † 28. Januar 1952 in Berlin) war ein deutscher Schauspieler und Theaterregisseur.

## Leben
Gustav Mahncke wurde als Sohn des Schriftsetzers Carl Philipp Mahncke und seiner Ehefrau Maria geboren. Nach der Schauspielausbildung führten ihn erste Engagements an Bühnen in Mannheim, Brandenburg und Koblenz. Im Jahr 1943 wurde er in den Bühnenvorstand an den Städtischen Bühnen im annektierten Litzmannstadt (Lodz) berufen, an denen er auch bis 1944 als Schauspieler arbeitete. Von 1945 bis 1952 war er als Schauspieler und Spielleiter am Deutschen Theater in Berlin engagiert. Hier trat er im Januar 1949 in der deutschen Erstaufführung von Bertolt Brechts  Drama Mutter Courage und ihre Kinder unter der Regie von Erich Engel in einer Nebenrolle auf. Neben ihm spielten Helene Weigel, Paul Bildt und Gerhard Bienert.
Ab dem Jahr 1934 wirkte er in verschiedenen Filmproduktionen überwiegend auch in Nebenrollen mit. Darunter befanden sich 1934 Gern hab' ich die Frau'n geküßt in der Regie von E. W. Emo mit Iván Petrovich, Eliza Illiard und Theo Lingen, 1935 Der alte und der junge König von Hans Steinhoff mit Emil Jannings, Werner Hinz und Carola Höhn, Das Mädchen Johanna von Gustav Ucicky mit Angela Salloker, Gustaf Gründgens und Heinrich George und 1937 die Filmadaption von Hauptmanns Drama Der Biberpelz von Jürgen von Alten mit Heinrich George, Ida Wüst und Ernst Waldow. Mahncke stand zudem 1944 in der Gottbegnadeten-Liste des Reichsministeriums für Volksaufklärung und Propaganda, da er als Schauspieler nach Ansicht des damaligen Regimes für Filmproduktionen benötigt wurde.
Gustav Mahncke verstarb am 28. Januar 1952 an den Folgen eines Schlaganfalls in Berlin-Dahlem.

## Filmografie
- 1934: Gern hab' ich die Frau'n geküßt
- 1934: La Paloma. Ein Lied der Kameradschaft
- 1934: Die Liebe siegt
- 1935: Der alte und der junge König
- 1935: Das Mädchen Johanna
- 1936: Allotria
- 1936: Die Stunde der Versuchung
- 1936: Moskau – Shanghai
- 1937: Ritt in die Freiheit
- 1937: Liebe geht seltsame Wege
- 1937: Die Kronzeugin
- 1937: Patrioten
- 1937: Der Biberpelz
- 1938: Urlaub auf Ehrenwort
- 1938: Großalarm
- 1938: Rote Orchideen
- 1939: Der halbe Weg - 33 Minuten in Grüneberg
- 1939: Zwölf Minuten nach zwölf
- 1939: Brand im Ozean

## Theater
- 1947: Carl Zuckmayer: Der Hauptmann von Köpenick – Regie: Wolfgang Langhoff (Deutsches Theater Berlin)[4]
- 1949: Bertolt Brecht: Mutter Courage und ihre Kinder (Soldat) – Regie: Erich Engel (Deutsches Theater Berlin)[1]
- 1949: Johann Wolfgang von Goethe: Faust. Eine Tragödie (Bürger) – Regie: Wolfgang Langhoff (Deutsches Theater Berlin)
- 1949: T. Min/A. Mintschkowski: Der Erfolg (Hausverwalter) – Regie: Robert Trösch (Kammerspiele Deutsches Theater Berlin)[5]